# Atomizer
Atomizer là một album phòng thu của ban nhạc rock Mỹ Big Black. Đây là ablum dài đầu tiên của ban nhạc (những nhạc phẩm trước của ban nhạc là EP). LP được đính kèm với ghi chú bìa giải thích câu chuyện sau nhiều nhạc khúc. Bìa album được ảnh hưởng bởi tác phẩm của nhà hoạt họa Chuck Jones của Warner Bros. Cartoons.
Nhạc khúc nổi tiếng nhất album và có lẽ của Big Black, "Kerosene", có dòng guitar mang cảm giác chập chờn và điệu nhạc chậm hơn các ca khúc khác của Big Black. Bài hát kể về một người chán nản và muốn bị hỏa thiêu.

## Đĩa đơn
Một bài hát, "Big Money", được phát hành làm mặt B (B-side) của đĩa đơn "Il Duce" trước khi Atomizer ra mắt. Homestead Records cũng phát hành "Big Money" và "Il Duce" làm mặt A cho một đĩa nhạc 12" cùng mặt B là ba bài hát thu trực tiếp (trong đó có bản live của "Cables", sau đó có mặt trong Atomizer). Hai bên đồng thuận rằng đĩa 12" chỉ được phát hành với mục đích quảng bá. Tuy vậy, hãng đĩa gởi đĩa 12" đến đài phát thanh, và bán đĩa nhạc bên ngoài Chicago, mong rằng ban nhạc không phát hiện ra. Khi việc lộ ra, Big Black rời Homestead, kí hợp đồng cho Touch and Go Records.

## Sticker
Một năm sau khi Atomizer phát hành, Big Black thu Headache EP và phát hành nó chung với sticker ghi dòng chữ, "Warning! Not as good as Atomizer, so don't get your hopes up, cheese" ("Cảnh báo! Không hay bằng Atomizer đâu, đừng mong đợi chi cho nhiều."). Sticker này cũng xuất hiện trên EP Master=Dik của Sonic Youth.

## CD
Atomizer được ấn hành trên CD, cùng với Headache EP và đĩa đơn "Heartbeat", dưới tên The Rich Man's Eight Track Tape ("Strange Things" bị lược ra). Steve Albini thể hiện sự chán ghét với định dạng CD trên ghi chú bìa, ghi rằng, "This compact disc, compiled to exploit those of you gullible enough to own the bastardly first generation digital music system, contains all-analog masters. Compact discs are quite durable, this being their only advantage over real music media. You should take every opportunity to scratch them, fingerprint them, and eat egg and bacon sandwiches off them. Don't worry about their longevity, as Philips will pronounce them obsolete when the next phase of the market-squeezing technology bonanza begins" ("Đĩa CD này, soạn ra để khai thác những kẻ trong các bạn đủ khờ dại để sở hữu hệ thống nhạc đời đầu này, [thứ] chứa toàn vật liệu analog. CD khá là bền, đấy là điểm mạnh duy nhất của nó so với vật chứa nhạc thực sự. Bạn nên dành mọi cơ hội để cào nó, lấm dấu tay lên nó, ăn trứng và bánh mì thịt xông khói trên nó. Khỏi lo về tuổi thọ, vì Philips sẽ loa rằng nó lỗi thời khi mà giai đoạn tiếp theo của cái hầm mỏ công nghệ vắt kiệt thị trường bắt đầu").

## Tiếp nhận
| Đánh giá chuyên môn           | Đánh giá chuyên môn |
| Nguồn đánh giá                | Nguồn đánh giá      |
| Nguồn                         | Đánh giá            |
| ----------------------------- | ------------------- |
| AllMusic                      | [ 4 ]               |
| NME                           | 10/10               |
| The Rolling Stone Album Guide | [ 6 ]               |
| Select                        | 5/5                 |
| Spin Alternative Record Guide | 9/10                |
| The Village Voice             | B+                  |

Ngày nay, Atomizer được nhận cái nhìn tích cực, được coi là một nguồn ảnh hưởng lớn lên post-hardcore và noise rock. Album có tên trong danh sách 1001 Albums You Must Hear Before You Die.

## Danh hiệu
| Trang công bố         | Quốc gia | Nhạc phẩm  | Danh hiệu                                | Thứ hạng |
| --------------------- | -------- | ---------- | ---------------------------------------- | -------- |
| Alternative Press[11] | Hoa Kỳ   | Atomizer   | Top 99 Albums of '85 to '95              | #11      |
| Spin[12]              | Hoa Kỳ   | Atomizer   | 100 Alternative Albums                   | #83      |
| Spin[12]              | Hoa Kỳ   | Atomizer   | Top 100 (+5) Albums of the Last 20 Years | #92      |
| NME[13]               | Anh Quốc | Atomizer   | The 500 Greatest Albums of All Time      | #372     |
| Pitchfork[14]         | Hoa Kỳ   | "Kerosene" | The Pitchfork 500                        | -        |

## Danh sách nhạc khúc
Tất cả các ca khúc được viết bởi Big Black.
| STT | Nhan đề              | Thời lượng |
| --- | -------------------- | ---------- |
| 1.  | "Jordan, Minnesota"  | 3:20       |
| 2.  | "Passing Complexion" | 3:05       |
| 3.  | "Big Money"          | 2:30       |
| 4.  | "Kerosene"           | 6:05       |
| 5.  | "Bad Houses"         | 3:10       |
| 6.  | "Fists of Love"      | 4:21       |
| 7.  | "Stinking Drunk"     | 3:27       |
| 8.  | "Bazooka Joe"        | 4:23       |
| 9.  | "Strange Things"     | 3:54       |
| 10. | "Cables" (Live)      | 3:09       |

## Thành lập tham dự
- Steve Albini - guitar, hát, cài đặt trống máy
- Santiago Durango - guitar
- Dave Riley - guitar bass
- Iain Burgess - kỹ thuật thu âm

Big Black luôn ghi nhận Roland cùng với các thành viên ban nhạc, dù Roland là một hãng trống chứ không phải người thật.